# Cadgwith

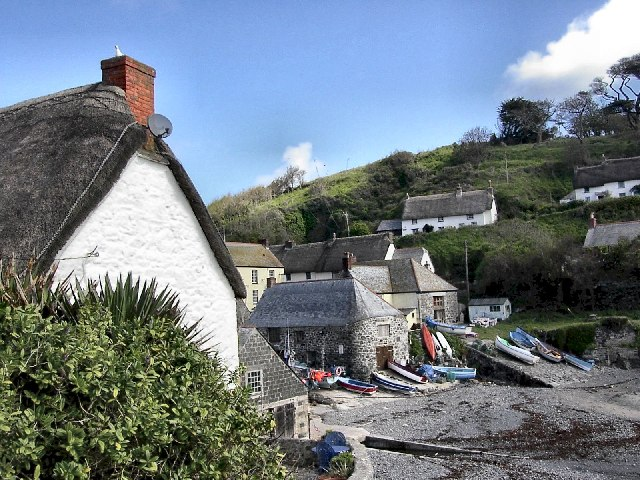
Il porto peschereccio di Cadgwith

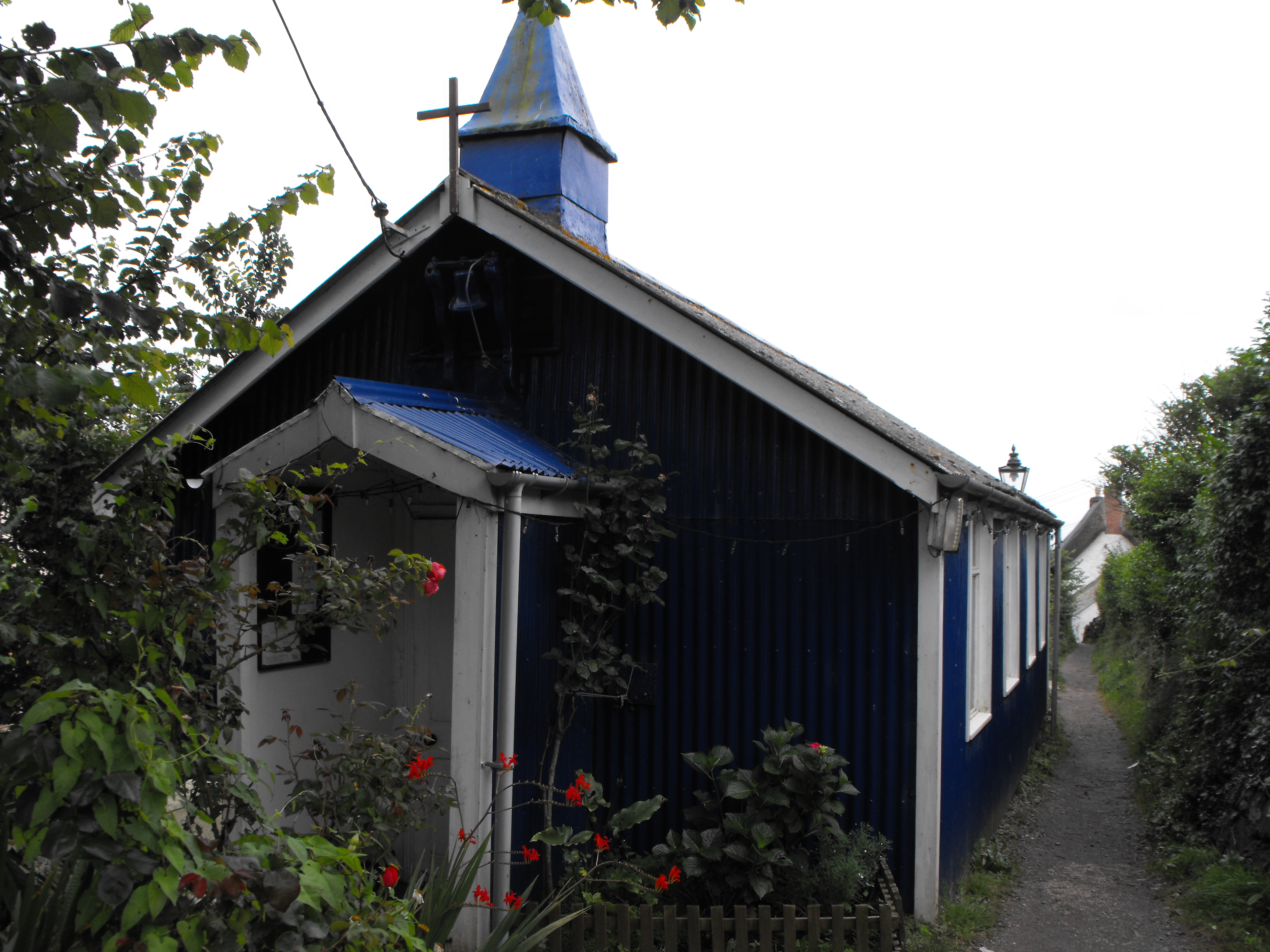
Cadgwith: la chiesa di Santa Maria

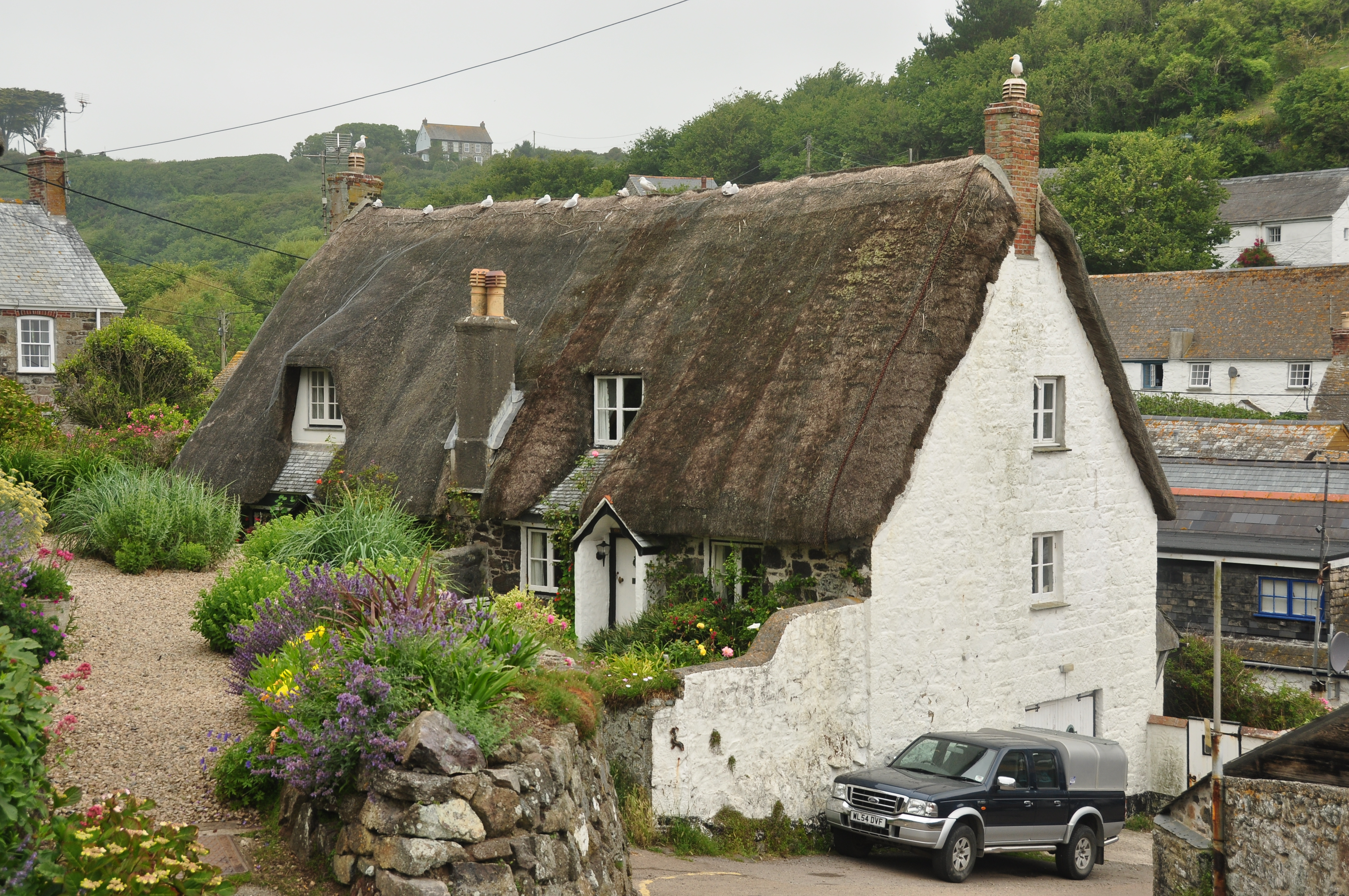
Cottage dal tetto di paglia a Cadgwith

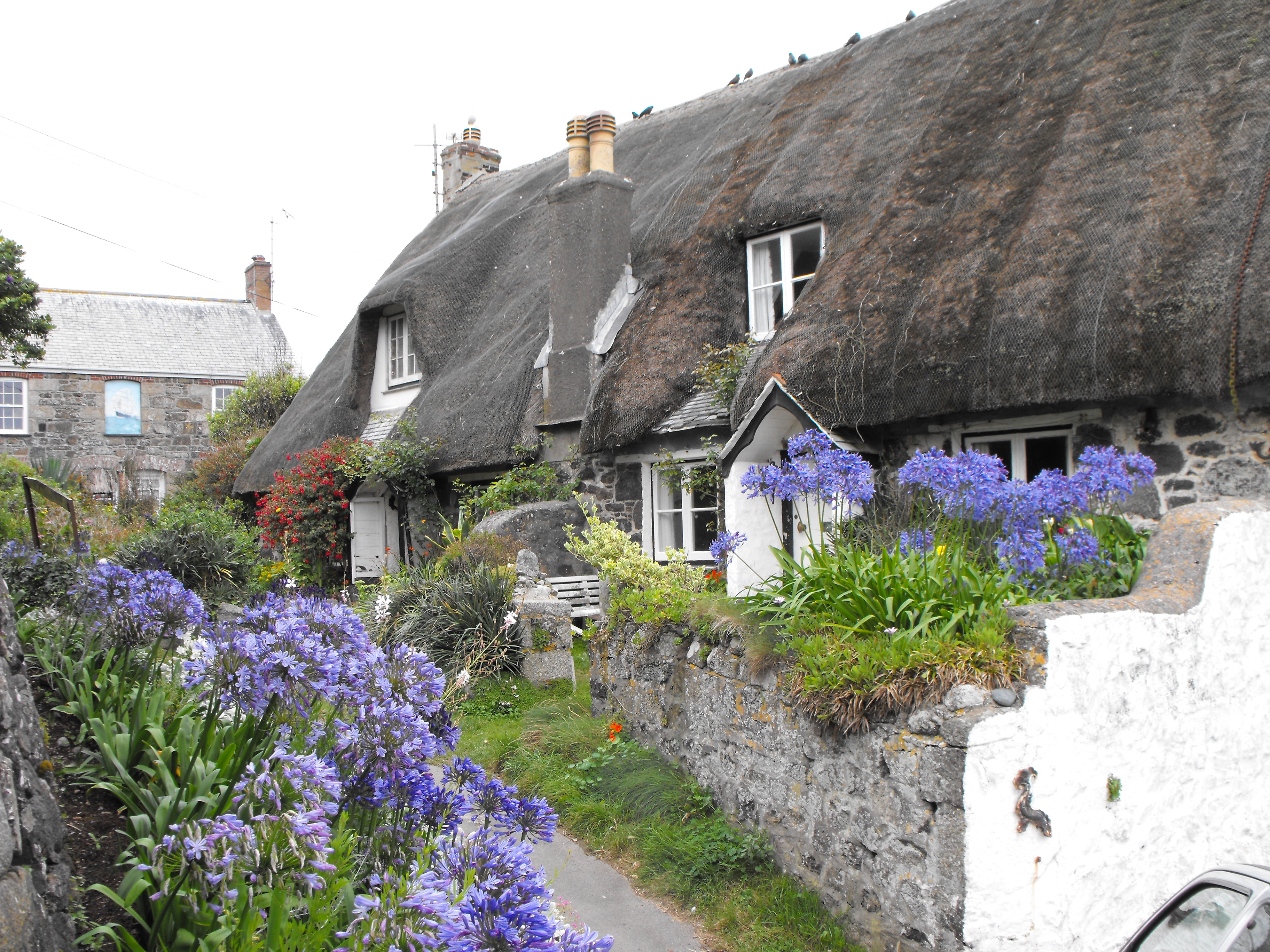
Cottage dal tetto di paglia a Cadgwith

Cadgwith (in lingua cornica: Porthkajwydh) è un villaggio di pescatori della costa sud-occidentale della Cornovaglia (Inghilterra sud-occidentatale), affacciato sul canale della Manica e situato nella penisola di Lizard e facente parte, dal punto di vista amministrativo, del distretto di Kerrier e della parrocchia civile di Grade-Ruan.
Il villaggio vanta alcuni primati legati alla pesca delle sardine.

## Geografia fisica
Cadgwith si trova nella parte sud-occidentale della penisola di Lizard, a pochi chilometri a nord/nord-est di Lizard Point e poco a sud dei villaggi di Kuggar, Poltesco e Ruan Minor.

## Origini del nome
Il toponimo in lingua cornica Porthkajwydh, significa letteralmente "grotta delle macchie".

## Storia
Il villaggio si formò attorno ad una grotta nota come Porthcaswydh.
Nonostante il villaggio di Porthcaswydh fosse menzionato già nel 1395,  iniziò ad essere stabilmente abitato a partire dal XVI secolo. La maggior parte dei residenti, in precedenza dediti all'agricoltura, iniziarono a dedicarsi prevalentemente alla pesca.
A partire dal XVII secolo, acquisì notevole importanza economica la pesca delle sardelle: così nel XIX secolo, operavano a Cadgwith sei compagnie dedite a questo settore.
Nel 1816, quattro uomini di Cadgwith furono arrestati per contrabbando e costretti ad arruolarsi nella Marina britannica in servizio ad Algeri.
Nell'ottobre 1845, il villaggio entrò nel guinnes dei primati in quanti i pescatori locali riuscirono a pescare 15 milioni di sardine in un solo giorno.
Nel 1867-1868, entrò in funzione Cadgwith una stazione di salvataggio, che venne in seguito disamessa nel 1963.
Nel 1874, Cadgwith è menzionato da C.A. Jones nel suo Week at the Lizard come villaggio dedito principalmente alla pesca.

## Monumenti e luoghi d'interesse

### Architetture religiose

#### Chiesa di Santa Maria
A Cadgwith si trova una chiesa dedicata a Santa Maria (St Mary's Church), eretta nel 1895.

### Architetture civili
Il villaggio si caratterizza per la presenza di numerosi cottage di color bianco dal tetto di paglia, molti dei quali risalenti al XVII secolo.
|  |

Tra gli edifici d'interesse, figura inoltre l'edificio che fungeva da punto d'osservazione della guardia costiera, risalente al XIX secolo.

### Aree naturali
A Cadgwith ci sono due spiagge, The Cove e The Little Cove, separate tra loro da un promontorio chiamato The Todden.
Nei dintorni di Cadgwith si trova inoltre un abisso scavato dall'erosione della roccia, noto come The Devil's Frying Pan (in lingua cornica: Hugga Dridgee).
|  |

## Cultura

### Media
- Cadgwith fu la location del film del 2004, diretto da Charles Dance e con protagonisti Judi Dench, Maggie Smith e Daniel Brühl, Ladies in Lavender (Lavender)[1][2][6][7]
- Nel 2011, fu girata per molti mesi a Cadgwith la serie della BBC, condotta dall'esploratore Monty Halls, The Fishermen's Apprentice[2]

## Economia
Tra le principali attività del villaggio, figura la pesca di aragoste e granchi.